# Parafroneta ambigua
Parafroneta ambigua là một loài nhện trong họ Linyphiidae.
Loài này thuộc chi Parafroneta. Parafroneta ambigua được A. David Blest miêu tả năm 1979.